# The Paupers
The Paupers waren eine kanadische psychedelische Rockband, die von 1964 bis 1969 bestand. 1967 traten sie unter anderem beim Monterey Pop Festival auf.

## Geschichte

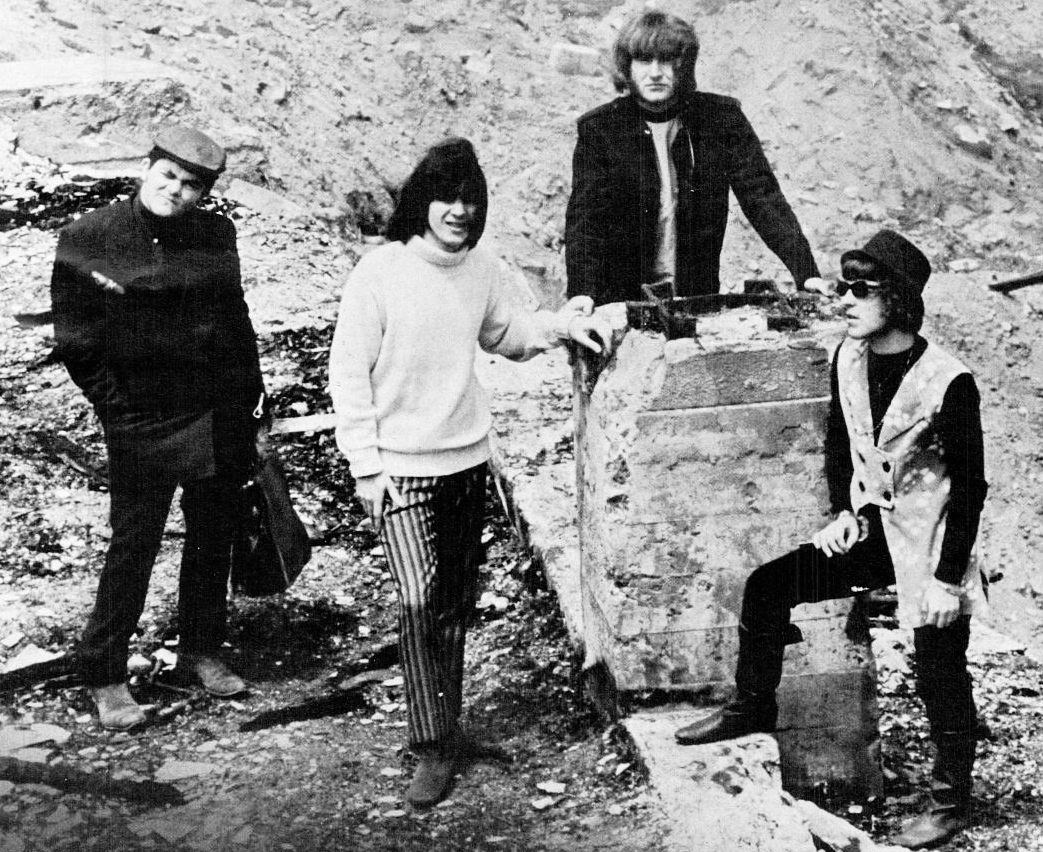
The Paupers 1967

Skip Prokop (Schlagzeug) gründete 1964 in Toronto zusammen mit Bill Marion (Rhythmusgitarre, Gesang) die Band „The Spats“. Mit dabei waren Chuck Beal (Leadgitarre) und Denny Gerrard (Bass).
Anfang 1965 nannten sie sich „The Paupers“. Duff Roman wurde ihr Manager und verschaffte ihnen einen Plattenvertrag bei Red Leaf. Sie veröffentlichten zwei Singles, Never Send You Flowers und If I Told My Baby. Sie traten unter anderem mit den Rolling Stones und David Clayton-Thomas & The Shays auf. Nachdem sie zu Romans eigenem Label Roman Records gewechselt waren, erschien dort ihre dritte Single For What I Am.
Im Frühjahr 1966 folgte Long Tall Sally, die letzte Zusammenarbeit mit Roman. Neuer Manager der Gruppe wurde Bernie Finkelstein. Bill Marion verließ die Band, an seiner Stelle kam Adam Mitchell, der der neue Leadsänger wurde und neben Prokop der Hauptsongwriter. Finkelstein besorgte den Paupers einen Vertrag bei MGM und Auftritte unter anderem mit Wilson Pickett und The Lovin’ Spoonful.
Anfang 1967 übernahm Bob Dylans Manager Albert Grossman die Band von Finkelstein. Ihre Single If I Call You By Some Name erreichte Platz 31 der Charts des kanadischen Musikmagazins RPM und war der größte Hit der Paupers. Es folgte ein Auftritt im New Yorker Cafe Au Go Go als Vorgruppe von Jefferson Airplane und eine Reihe von Konzerten in den Vereinigten Staaten, etwa im Fillmore in San Francisco und beim Monterey Pop Festival. Im Sommer erschien ihre nächste Single Magic People und ihr gleichnamiges Debütalbum. Bei ihrer Promotionstour traten sie wieder im Cafe au go go auf, diesmal zusammen mit Cream. In Detroit waren die MC5 ihre Vorgruppe.
Im Januar 1968 kam die Singleauskopplung Think I Care heraus. Denny Gerrard schied aus, für ihn kam Brad Campbell als Bassist. Kurzzeitig trat die Gruppe mit dem Keyboarder Peter Sterbach auf. Im Februar standen sie in Toronto mit der Jimi Hendrix Experience und Soft Machine auf der Bühne. Im Sommer kam John Ord als Keyboarder zur Band. Mittlerweile war Prokop zusehends als Sessionmusiker aktiv; er trommelte zum Beispiel für Peter, Paul and Mary und Richie Havens. Im September 1968 verließ er die Paupers, um mit Lighthouse ein neues Projekt auf die Beine zu stellen. Campbell ging zu Janis Joplins Kozmic Blues Band. Es erschienen das zweite Album Ellis Island und die Single Cairo Hotel, doch die Paupers waren in der Auflösung begriffen. Nach diversen Umbesetzungen kam im Sommer 1969 das endgültige Aus.

## Diskografie

### Singles
- 1965: Never Send You Flowers / Sooner Than Soon (Red Leaf 65002)
- 1965: If I Told My Baby / Like You Like Me (Red Leaf 65003)
- 1965: For What I Am / Free as a Bird (Roman 1103)
- 1966: Long Tall Sally / Sooner Than Soon (Roman 1111)
- 1966: If I Call You By Some Name / Copper Penny (Verve Folkway 5033) (#31 in Kanada)
- 1967: Simple Deed / Let Me Be (Verve Forecast 5043) (#21 in Kanada)
- 1967: One Rainy Day / Tudor Impressions (Verve Forecast 5056)
- 1967: Magic People / Black Thank You Package (Verve Forecast 5062)
- 1968: Think I Care / White Song (Verve Folkway 5074)
- 1968: Cairo Hotel / Another Man’s Hair on My Razor (Verve Forecast 518007)
- 1968: South Down Road / Numbers (Verve Forecast 518 908)

### Alben
- 1967: Magic People (Verve Forecast FTS-3026)
- 1968: Ellis Island (Verve Forecast FTS-3051)

### Kompilation
- 1989: Magic People (Edsel Records DED 253)